# She'd Rather Be with Me
She'd Rather Be with Me är en låt lanserad av popgruppen The Turtles 1967. Den är skirven av Garry Bonner och Alan Gordon från garagerockgruppen The Magicians, vilka också stod bakom gruppens stora föregående hit "Happy Together". Även om "Happy Together" idag räknas till gruppens kändaste låt, så blev faktiskt "She'd Rather Be with Me" en större hit än den för gruppen i många länder, särskilt i Europa. Låten ingick på studioalbumet Happy Together.

## Listplaceringar
| Lista (1967)   | Topplacering      |
| -------------- | ----------------- |
| Flandern       | 13                |
| Frankrike      | 17                |
| Irland         | 3                 |
| Kanada         | 1                 |
| Nederländerna  | 15                |
| Storbritannien | 4                 |
| Sverige        | 10 (Kvällstoppen) |
| Sverige        | 2 (Tio i topp)    |
| USA            | 3                 |
| Vallonien      | 18                |
| Västtyskland   | 23                |